# بيناسكو
بيناسكو هي بلدة تقع في لومبارديا في مقاطعة ميلان في إيطاليا وبلغ عدد سكانها 7236 نسمة حسب إحصائيات عام 2004م.

## السكان
في سنة 1861 بلغ عدد السكان 1٬378 نسمة، وتطور العدد ليصل في سنة 2011 لـ 7٬158 نسمة.
يظهر هذا المخطط البياني تطور النمو السكاني لـ بيناسكو